# Robert Howlett
Robert Howlett, né dans le village de Theberton dans le Suffolk le 3 juillet 1831 et mort à Londres le 2 décembre 1858 à l'âge de 27 ans, est un photographe britannique, pionnier de la photographie, connu pour ses photographies du chantier de construction du plus grand navire à vapeur du monde, le Great Eastern en 1857.

## Biographie

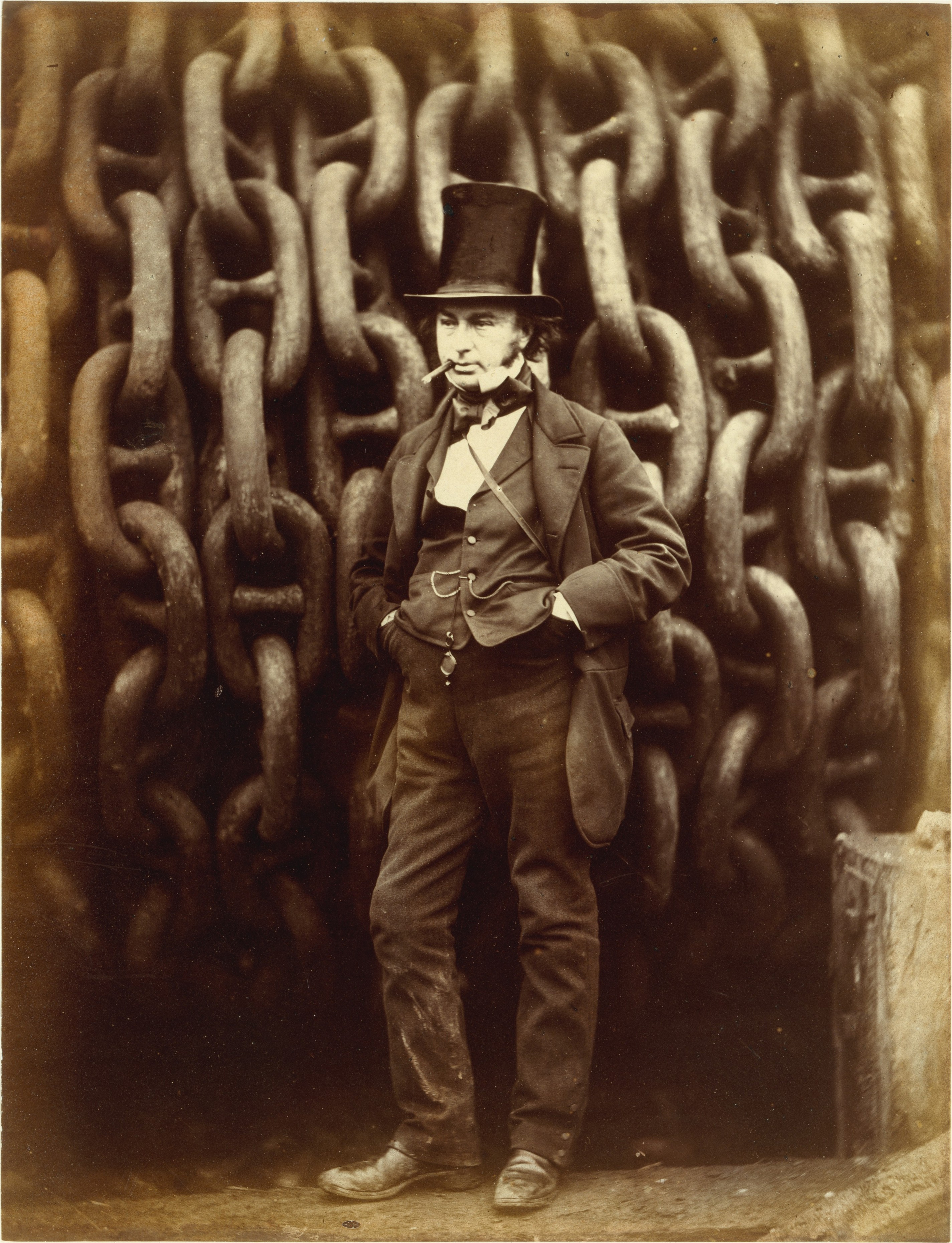
Isambard Kingdom Brunel debout devant les chaînes de lancement du Great Eastern.

Robert Howlett est le deuxième des quatre fils du révérend Robert Howlett et  de son épouse Harriet Harsant. Deux de ses frères sont morts en bas âge ; son frère cadet, Thomas, devient agriculteur ; il naît à Theberton dans le Suffolk ; sa famille déménage à Longham dans le Norfolk quand il a 9 ans.
Son grand-père maternel, Thomas Harsant est chirurgien ; il construit des télescopes, des microscopes, des machines électriques, des outils et des instruments. Robert Howlett l'imite et construit son propre microscope alors qu'il est enfant. Thomas Harsant décède en 1852 et lui laisse 1000 livres, ainsi que son « turning lathe and all the apparatus and tools belonging thereto » [son tour et tous les appareils et outils y appartenant] ; ce legs lui donne les moyens de s'installer à Londres.
À Londres, Howlett travaille pour la Photographic Institution, un établissement créé en 1853 par Joseph Cundall (en) qui s'occupe de la promotion commerciale de la photographie par des expositions, des publications et des commandes. Il est élu membre de la Photographic Society of London en décembre 1855, et en reste membre jusqu'à sa mort.
Il expose à la Photographic Society of London et publie en 1856 une brochure On the Various Methods of Printing Photographic Pictures on Paper, with Suggestions for Their Preservation.
À la demande du peintre William Powell Frith, il prend une série de photographies de la foule au Derby d'Epsom de 1856, qui servent d'atudes préparatoires pour son tableau The Derby Day achevé en 1858 et exposé à la Royal Academy of Art en 1859,.
Il est chargé par la reine Victoria et le prince Albert de photographier les fresques du nouveau salon du palais de Buckingham, ainsi que de réaliser avec Joseph Cundall une série de portraits photographiques des vétérans et des soldats blessés qui ont participé à la guerre de Crimée, intitulée Crimean Heroes [Héros de Crimée], qui est présentée pendant l'hiver 1857 à l'exposition annuelle de la Photographic Society of London,.
En 1857, Howlett reçoit commande de l'hebdomadaire The Illustrated Times Weekly Newspaper pour photographier le chantier de construction du plus grand navire à vapeur du monde, le Great Eastern ; ses photographies sont reproduites en gravure sur bois par Henry Vizetelly dans l''Illustrated Times ; elles reflètent et stimulent l'intérêt général pour cet exploit techniqu. Howlett réalise notamment en novembre le portrait du créateur et ingénieur du Great Eastern, Isambard Kingdom Brunel, au chantier naval, debout devant un grand tambour avec les chaînes de lancement géantes utilisées pour retenir le navire pendant qu'il est descendu sur la rampe de lancement. 
Robert Howlett meurt en 1858, à l'âge de 27 ans ; sa mort semble due à la typhoïde et non à une surexposition à des produits chimiques dangereux, comme cela a été suggéré à l'époque et repris depuis. La revue Illustrated Times le salue comme « l'un des photographes les plus habiles de l'époque ». Il est enterré à l'église St Peter et St Paul à Wendling, dans le Norfolk, où son père est vicaire ; sa pierre tombale se trouve à l'est du chœur.

## Publications
- (en) On the Various Methods of Printing Photographic Pictures Upon Paper: With Suggestions for Their Preservation, Londres, Sampson Low, Son & Company, 1865 (lire en ligne).

## Galerie

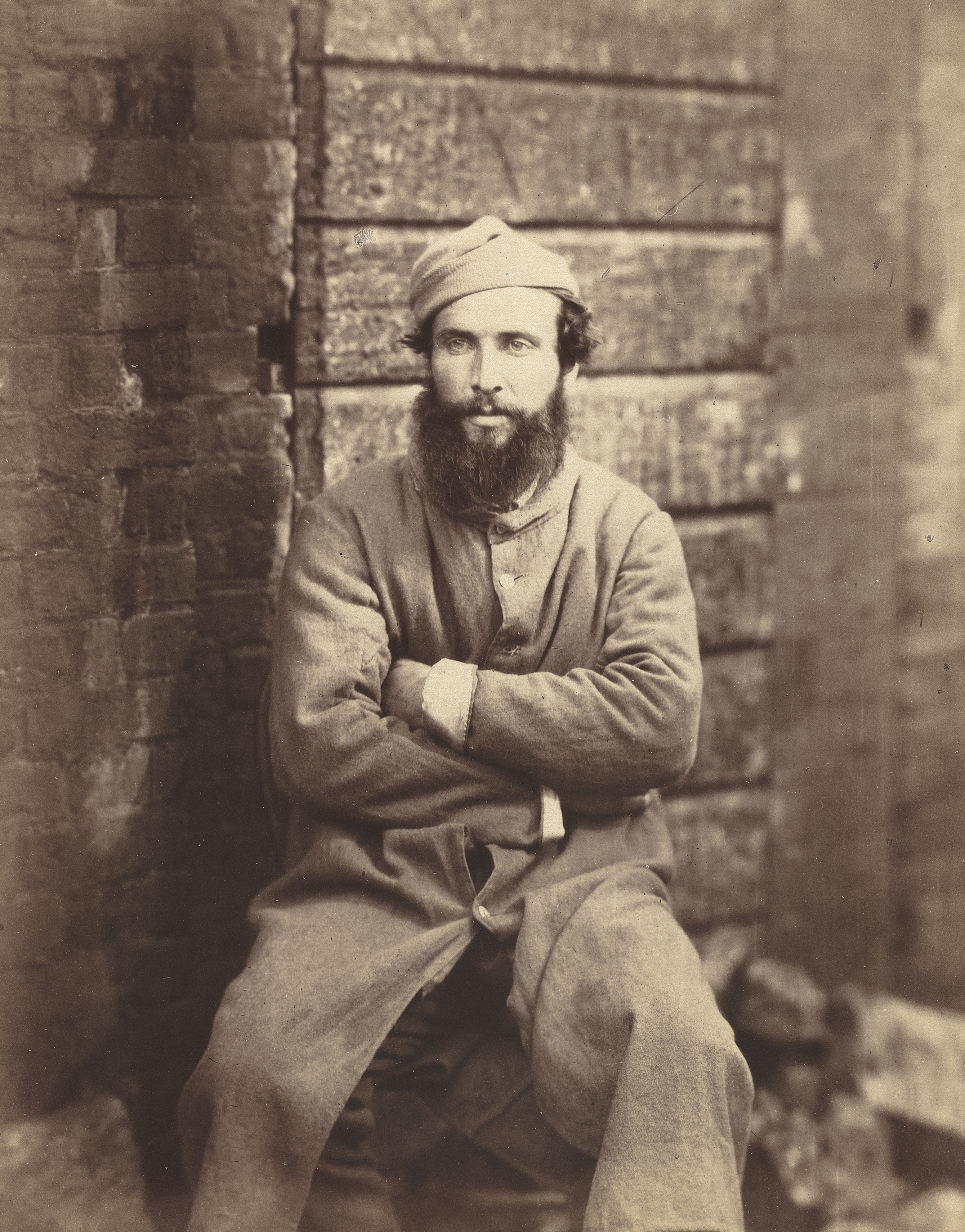
John Dryden, 1856, tirage à l'albumine à partir d'un négatif au collodion.
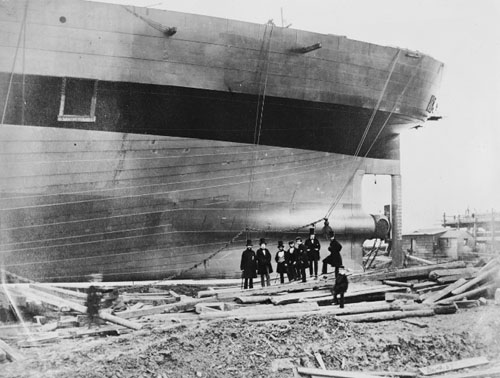
Construction du Great Eastern : vue de la poupe et de l'hélice, 1857.
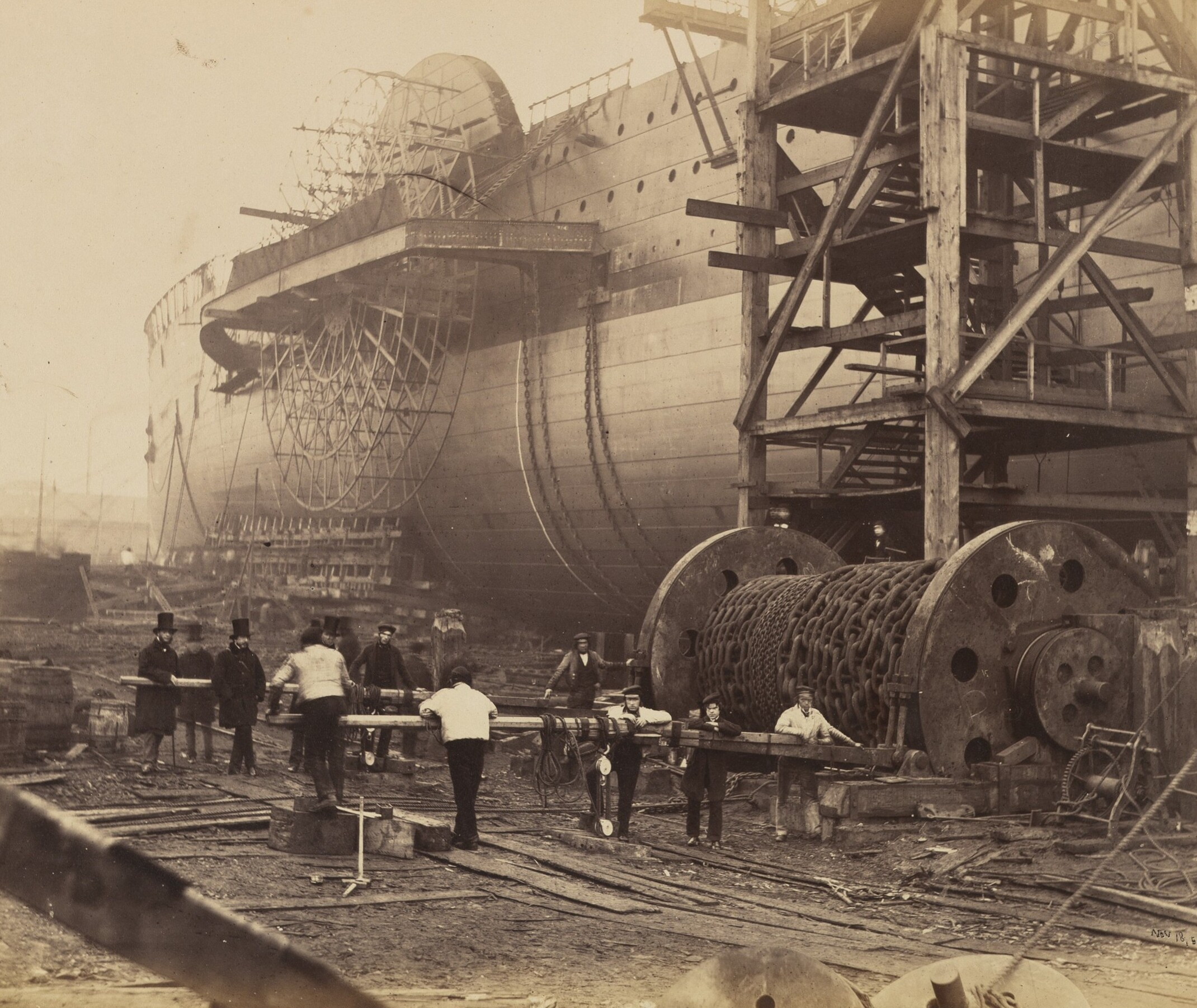
Hommes au travail à côté des chaînes de lancement du Great Eastern, 18 novembre 1857, tirage à l'albumine argentique à partir d'un négatif en verre.
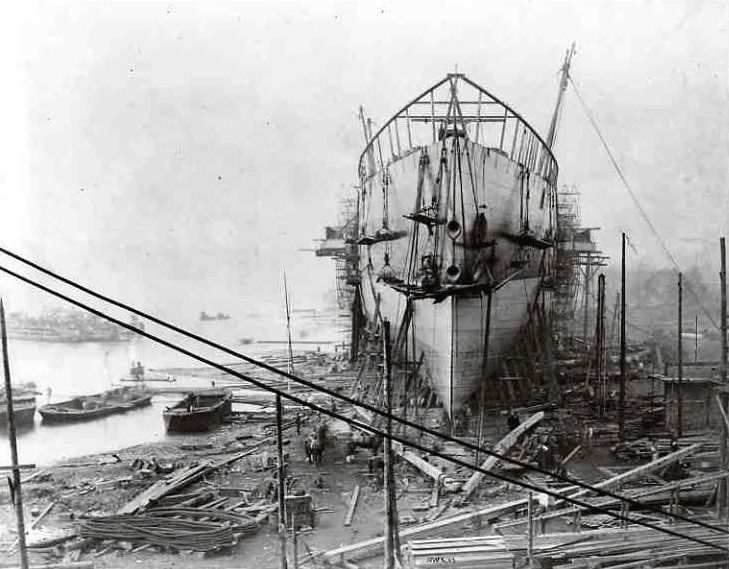
Construction du Great Eastern : vue de l'avant du navire et du chantier, 1857.
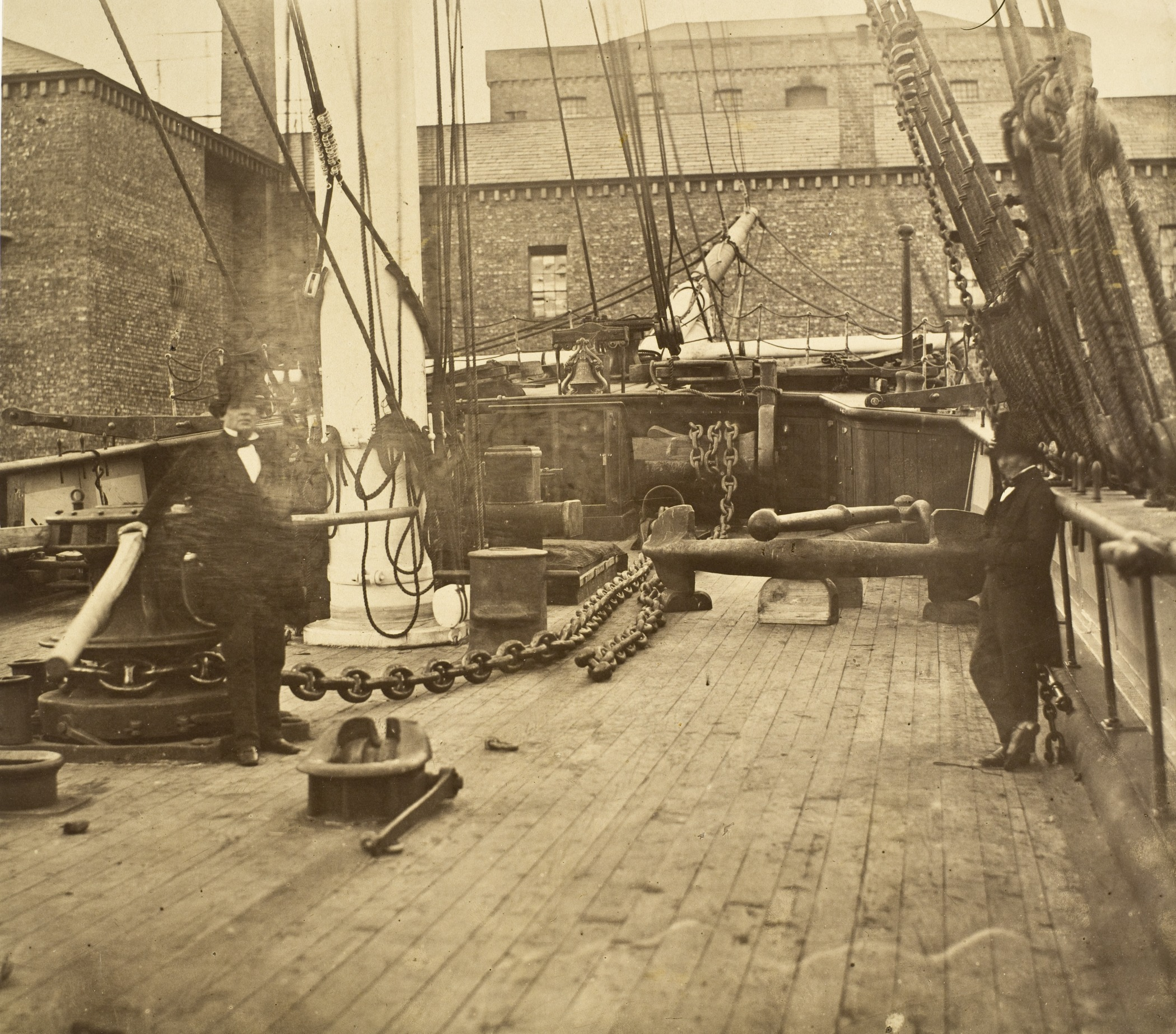
Brunel à bord de l'Aphrodita à Liverpool, vers 1857.